# Język loloda
Język loloda, także: loda, loloda-laba – język zachodniopapuaski używany w północnej części wyspy Halmahera w prowincji Moluki Północne w Indonezji, tj. na wybrzeżu północno-zachodnim oraz na pobliskich mniejszych wyspach. Należy do grupy języków północnohalmaherskich.
Według danych z 1991 roku posługuje się nim 17 tys. osób. Jego obszar obejmuje północno-zachodni fragment Halmahery oraz wyspy Salangadeke, Dedeta, Tuakara i Doi. W użyciu jest także narodowy język indonezyjski. Na jego terytorium występują również inne języki. W niektórych miejscowościach używane są języki galela i tobelo, a wieś Posi Posi jest częściowo zamieszkiwana przez imigrantów z wysp Sangir i Talaud.
Według lokalnej identyfikacji istnieją dwie odmiany: północna i południowa. Między obiema odmianami występuje ograniczona wzajemna zrozumiałość. Publikacja Ethnologue traktuje je jako odrębne języki (loloda i laba). Odmiana południowa (o niewielkiej liczbie użytkowników) jest używana w kilku wsiach na południowym krańcu kecamatanu Loloda i ma być bliska fonologicznie językowi galela. W analizie leksykostatystycznej z 1988 roku (C.L. Voorhoebe) została sklasyfikowana jako wariant galela.
W piśmie stosuje się alfabet łaciński. Jest słabo udokumentowany. Powstały nieliczne publikacje poświęcone temu językowi. Istnieją listy słownictwa z czasów kolonialnych. W 1904 roku opublikowano pracę porównującą języki galela i loloda.